# Torp (landsby)
 For alternative betydninger, se Torp. (Se også artikler, som begynder med Torp)
En torp er en landsby der er grundlagt ved, at overskydende befolkning fra en anden landsby har forladt denne og slået sig ned et nyt sted – ofte i nærheden af den gamle. Denne type landsbyer kaldes også udflytterlandsbyer, og i Danmark opstod de især i perioden 1000-1250.
Torp indgår derfor som efterled i et meget betydeligt antal nuværende danske, sydslesvigske og skånske bebyggelsesnavne og er betegnelse for en udflytterbebyggelse. Ordet har udviklet sig til formerne -rup, -drup, -trup og -strup. I forleddet indgår ofte personnavne, f.eks. Torkilstrup, Ebberup og Torup. 
Navnene er ofte dannet som et mandsnavn i ejefald efterfulgt af torp. Eksempler på denne type byer er Tåstrup (Torstens torp), Glostrup (Globs torp), Mogenstrup (Mogens' torp) og Eskilstrup (Eskils torp).
En hovedlandsby eller moderby, der ikke er opstået ved udflytning, kaldes en adelby.